# 安保清種
安保清种（日语：／ Abo Kiyokazu，1870年11月8日—1948年6月8日），是日本的海军大将、正三位勳一等男爵。他曾在滨口内阁和第二次若槻内阁中担任海军大臣，1931年12月因为满洲事变扩大化而随同若槻内阁总辞。之后在1934年7月当选贵族院男爵议员，次年转入预备役后淡出政坛。